# Amphisbaena amazonica
Espèce
Synonymes
- Amphisbaena fuliginosa amazonica Vanzolini, 1951

Amphisbaena amazonica est une espèce d'amphisbènes de la famille des Amphisbaenidae.

## Répartition
Cette espèce se rencontre dans l'État d'Amazonas au Brésil et dans le département d'Amazonas, en Colombie. 

## Publication originale
- Vanzolini, 1951 : Amphisbaena fuliginosa. Contribution to the knowledge of the Brazilian lizards of the family Amphisbaenidae Gray, 1825. 6. On the geographical distribution and differentiation of Amphisbaena fuliginosa Linné. Bulletin of the Museum of Comparative Zoology, vol. 106, n. 1, p. 1-67 (texte intégral).